# Pascale Schnider
Pour les articles homonymes, voir Schnider.
Pascale Schnider ou Pascale Iavarone-Schnider, née le 18 octobre 1984 à Flühli, est une coureuse cycliste suisse. Elle a notamment remporté le championnat d'Europe de course scratch des moins de 23 ans en 2005 et le championnat du Suisse du contre-la-montre en 2010.

## Palmarès sur piste

### Championnats du monde
- Copenhague 2010
  - 11e de la poursuite individuelle
- Apeldoorn 2011
  - 7e de la poursuite individuelle
  - 11e de la course aux points

### Championnats d'Europe
- Fiorenzuola 2005
  -  Championne d'Europe du scratch espoirs
  -  Médaillée de bronze de la poursuite espoirs
- Athènes 2006
  -  Médaillée d'argent de la poursuite espoirs

### Championnats nationaux
- Championne de Suisse d'omnium en 2001, 2004, 2010 et 2011
- Championne de Suisse de poursuite en 2010
- Championne de Suisse de course aux points en 2010

## Palmarès sur route
- 2005
  - 3e du championnat de Suisse du contre-la-montre
- 2006
  - 2e du championnat de Suisse du contre-la-montre
- 2007
  - 3e du championnat de Suisse du contre-la-montre
  - 3e du GP Rund um Visp
- 2008
  - Contre-la-montre par équipes de Vårgårda (cdm)
  - 2e du championnat de Suisse sur route
- 2009
  - 3e du championnat de Suisse du contre-la-montre
- 2010
  -  Championne de Suisse du contre-la-montre
  - 2e du championnat de Suisse sur route
- 2011
  -  Championne de Suisse sur route
  -  Championne de Suisse du contre-la-montre
  - Tour de Berne
- 2012
  - 3e du Mémorial Davide Fardelli